# Olympia Club de Bruxelles
Olympia Club de Bruxelles – belgijski klub piłkarski, mający siedzibę w mieście Bruksela, w stolicy kraju.

## Historia
Chronologia nazw:
- 1897: Olympia FC Bruksela
- 1897: Olympia Club de Bruxelles
- 1909: klub rozwiązano

Piłkarski klub Olympia FC został założony w gminie Forest stolicy Bruksela w 1897 roku. Wkrótce zmienił nazwę na Olympia Club de Bruxelles i dołączył do Belgijskiego Związku Piłki Nożnej, zwanym wtedy jako Union belge des sociétés de sports athlétiques (UBSSA). W sezonie 1897/98 zespół startował w drugiej dywizji, gdzie w tamtym czasie występowały zespoły rezerwowe i początkujące kluby. Po kilku latach w sezonie 1901/02 zwyciężył najpierw w grupie Brabant Division 2 a potem w finale ligi, ale żaden zespół nie otrzymał promocji do Division d'Honneur. W następnym sezonie najpierw w finale grupy Brabant przegrał z Daring Club de Bruxelles, ale tak jak rezerwowy zespół Beerschot AC nie mógł uczestniczyć w rundzie finałowej, to zajął jego miejsce. Następnie zajął drugie miejsce w rundzie finałowej i awansował do Division d'Honneur. W sezonie 1903/04 debiutował w najwyższej lidze, w której zajął 5.miejsce z siedmiu, ale zdecydował się wycofać z rozgrywek na następny sezon. Wreszcie klub ostatecznie zakończył działalność w roku 1909. 
W tym samym roku inny klub został założony w gminie Forest o nazwie Cercle Sportif The Forestoise.

## Sukcesy

### Trofea międzynarodowe
Nie uczestniczył w rozgrywkach europejskich (stan na 31-05-2016).

### Trofea krajowe
| \| \| Zdobyte trofea w rozgrywkach Belgii (stan na: 31-03-2017) \| |                                                           |      |          |
| Rozgrywki                                                          | Osiągnięcie                                               | Razy | Sezon(y) |
| Mistrzostwo                                                        | I miejsce                                                 | 0    |          |
| Mistrzostwo                                                        | II miejsce                                                | 0    |          |
| Mistrzostwo                                                        | III miejsce                                               | 0    |          |
| Mistrzostwo                                                        | 5.miejsce                                                 | 1    | 1903/04  |
| Puchar                                                             | zdobywca                                                  | 0    |          |
| Puchar                                                             | finalista                                                 | 0    |          |
| II liga                                                            | I miejsce                                                 | 1    | 1901/02  |
| II liga                                                            | II miejsce                                                | 1    | 1902/03  |
| II liga                                                            | III miejsce                                               | 0    |          |
| Belgia                                                             | Zdobyte trofea w rozgrywkach Belgii (stan na: 31-03-2017) |      |          |

## Stadion
Klub rozgrywał swoje mecze domowe na stadionie Stade de Forest w Brukseli, który może pomieścić 1000 widzów.